# Tony (film 1915)
Tony è un cortometraggio muto del 1915 diretto da George Lessey (con il nome George A. Lessey).

## Produzione
Il film fu prodotto dall'Independent Moving Pictures Co. of America (IMP).

## Distribuzione
Distribuito dall'Universal Film Manufacturing Company, il film uscì nelle sale cinematografiche USA il 7 maggio 1915.